# Otradnoje (metrostation)
Otradnoje (Russisch: Отрадное uitspraakⓘ) is een station aan de Serpoechovsko-Timirjazevskaja-lijn van de Moskouse metro.

## Geschiedenis
In 1971 lag er een ontwerp voor een tweede noord-zuidlijn (lijn 9) die ten noorden van Petrovsko-Razoemovskaja zou splitsen in twee takken. Otradnaje was hierin opgenomen als middelste van de drie stations van de oosttak. In 1985 was de splitsing van de baan en was lijn 9 in aanbouw tot station Otradnoje van de toenmalige Beskoednikovskajaspoorlijn tussen de Savjolovskispoorlijn en de Jaroslavlspoorlijn, die in 1987 werd gesloten. Het metrostation werd op 1 maart 1991 geopend als 148e van de Moskouse metro. Het was tevens het laatste metrostation dat ten tijde van de Sovjet-Unie is Moskou werd geopend. In verband met de aanvankelijke functie als noordelijk eindpunt van de lijnen liggen keersporen ten noorden van het perron. Deze sporen worden sinds de verlenging van de lijn eind 1992 gebruikt als opstelsporen tijdens de nacht.

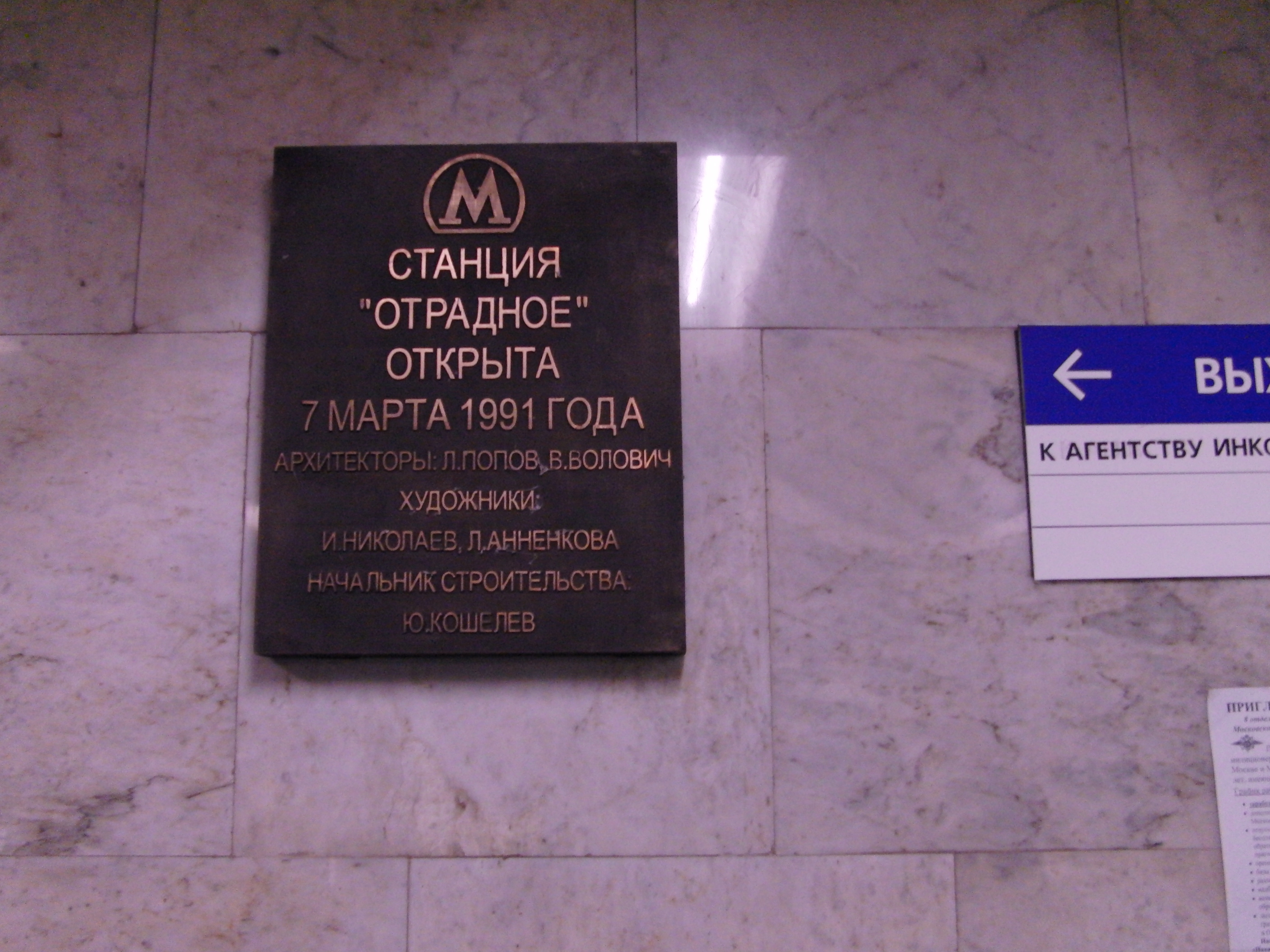
Het officiële naambord
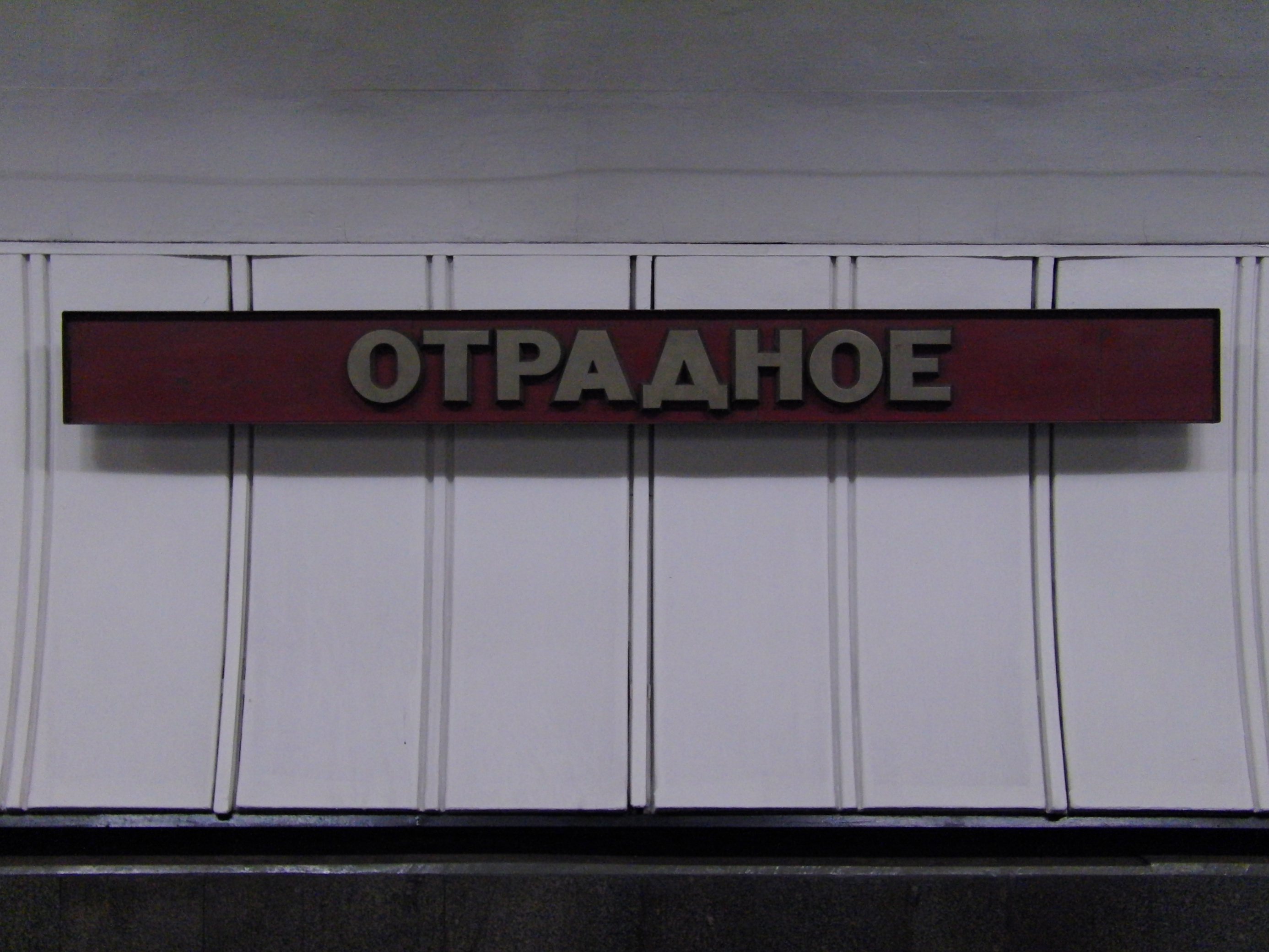
De stationsnaam op de tunnelwand
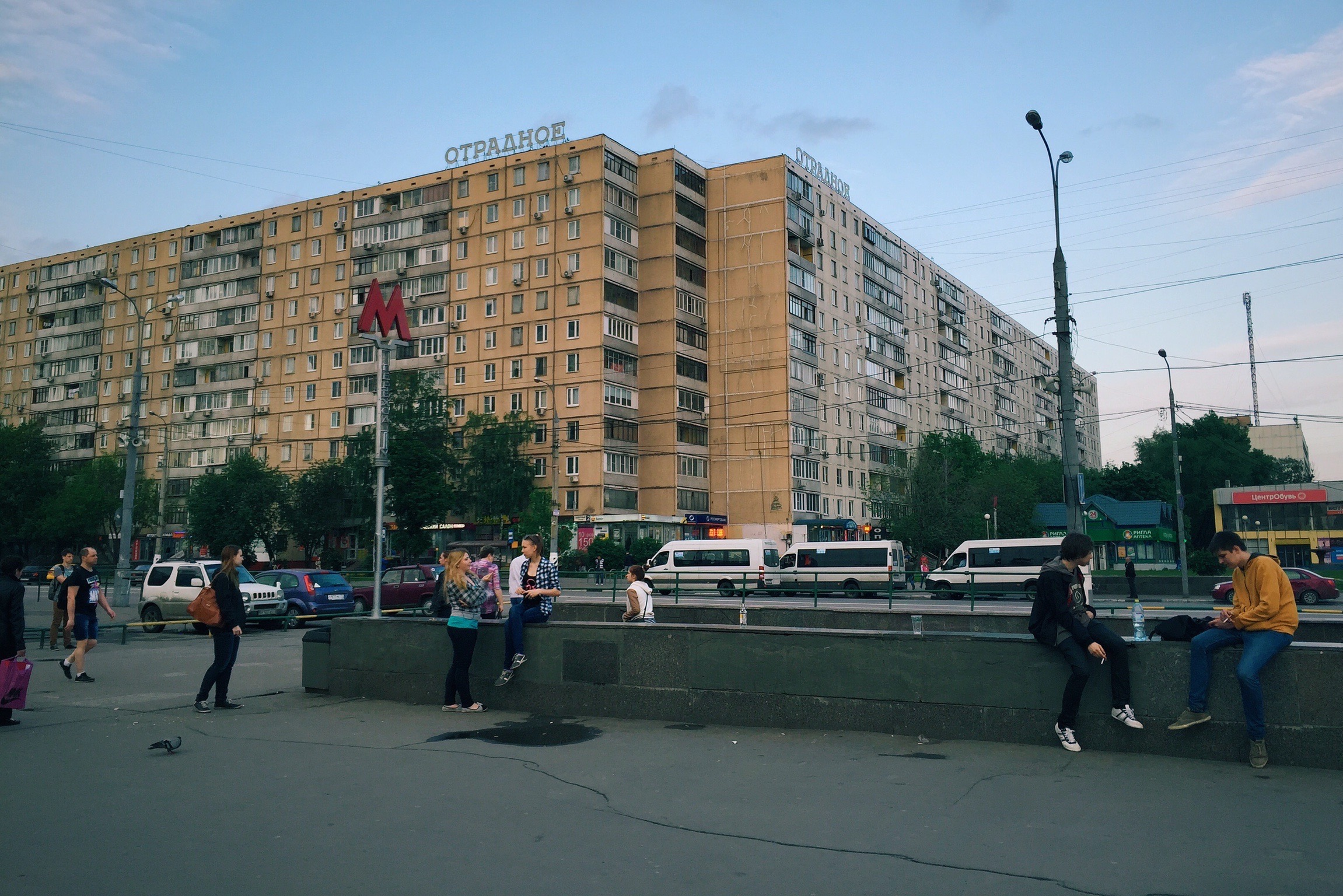
Een van de bovengrondse toegangen

## Ligging en ontwerp
De architecten L.N. Popov en V.S. Volovitsj ontwierpen een enkelgewelfdstation met een eilandperron op 9 meter diepte. De ondergrondse verdeelhallen bevinden zich boven de tunnelbuizen aan de kopse kanten van het station. De noordelijke verdeelhal heeft toegangen aan weerszijden van de Severnyj Boelvar vlak ten noorden van het kruispunt met de Dekabristov Oelitsa. De zuidelijke verdeelhal is via een voetgangerstunnel onder de Oelitsa Chatsjatoerjana met trappen aan weerszijden van die straat. Het gewelf is terplaatste gegoten uit gewapend beton en rust op tunnelwanden die bekleed zijn met zwart marmer. Aan het gewelf hangen twee panelen met afbeeldingen van de kunstenaars I.Nikolajev en L. Annenkova. Op het noordelijke paneel is aan een kant de aanval van Russische Grenadiers in 1812 afgebeeld en aan de ander kant de Dekabristen met in het midden Pjotr Grigorjevitsj Kachovski. Op het zuidelijke paneel staan aan een kant Russische prominenten uit de 19e eeuw; Ambrosi Optinski, Leo Tolstoj, Michail Glinka, Fjodor Dostojevski, Modest Moessorgski, Ivan Toergenjev en Pjotr Iljitsj Tsjaikovski. Op de andere kant staan de vrouwen van de Dekabristen afgebeeld.

## Reizigersverkeer
In maart 2002 werden 76.700 reizigers per dag geteld. Rond het station hebben 15 buslijnen hun haltes , reizigers kunnen vanaf 5:45 uur het station betreden. Om 1 uur 's nachts sluit het station. Op even dagen vertrekt de eerste metro op werkdagen om 5:54 richting centrum en om 6:01 uur naar het noorden, in het weekeinde is dit om 6:52 uur respectievelijk 6:03 uur. Op oneven dagen door de week kan vanaf 5:48 uur richting centrum worden gereisd en vanaf 5:53 uur naar het noorden, in het weekeinde is dit respectievelijk 5:46 uur en 5:57 uur.